# 格倫布數列
在數學，格倫布數列，是一個不遞減整數數列，其定義為：
- {\displaystyle a_{1}=1}；
- {\displaystyle a_{n}} 是 {\displaystyle n} 在數列中出現的次數。

此數列有一個特性：
- 對於每個 {\displaystyle n>1}，{\displaystyle a_{n}}是唯一滿足上面第二條件的整數。

此數列以數學家所羅門·格倫布（1932年-）命名。
其首幾項為：
1, 2, 2, 3, 3, 4, 4, 4, 5, 5, 5, 6, 6, 6, 6, 7, 7, 7, 7, 8, 8, 8, 8, 9, 9, 9, 9, 9, 10, 10, 10, 10, 10, 11,
11, 11, 11, 11, 12, 12, 12, 12, 12, 12... （OEIS數列A001462）
遞歸關係式：
{\displaystyle a(1)=1} ;
{\displaystyle a(n+1)=1+a(n+1-a(a(n)))}  .
漸近函數：
- {\displaystyle a_{n}\approx \phi ^{2-\phi }n^{\phi -1}}

其中 {\displaystyle \phi } 為黃金比。